# Attaque d'Aruba
Seconde Guerre mondiale, Bataille des Caraïbes
L'attaque sur Aruba était une attaque contre les installations pétrolières et les pétroliers par les sous-marins de l'Axe pendant la Seconde Guerre mondiale. Le 16 février 1942, un sous-marin allemand attaqua la petite île d'Aruba. D’autres sous-marins patrouillaient la zone et ils coulèrent ou endommagèrent des pétroliers. Aruba abritait deux des plus grandes raffineries de pétrole au monde pendant la guerre contre les puissances de l'Axe, l'Arend Petroleum Maatschappij, situé près du port d’Oranjestad et la Lago Oil and Transport Company située au port de San Nicolas. L'attaque entraîna la perturbation de la production de carburant, essentiel pour les Alliés.

## Contexte

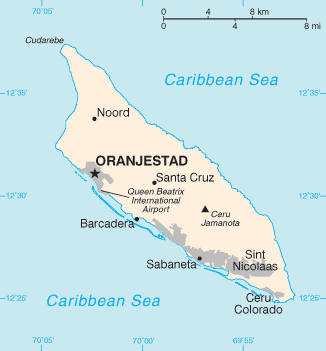
Aruba dans la mer des Caraïbes.

L'île néerlandaise d'Aruba avait deux grandes installations pétrolières. La production de carburant d'aviation avait été augmenté pour fournir les besoins britanniques avant l'entrée américaine dans la guerre. C’était la plus grande raffinerie de ce type dans le monde et une cible stratégique.
Au début de 1942, plusieurs sous-marins de l'Axe patrouillaient le sud des Caraïbes, avec l'objectif d'attaquer les convois alliés et de perturber les opérations pétrolières. L’U-156, un sous-marin à long rayon d’action, entra, le 13 février, dans les eaux au large du sud-ouest d’Aruba. Il était sous le commandement du capitaine de frégate Werner Hartenstein qui voulait faire une reconnaissance de la zone avant d'attaquer les réservoirs de pétrole de la société Lago près d’Oranjestad. Hartenstein commandait le Neuland Gruppe, une meute de cinq sous-marins allemands et deux italiens.
Auparavant, le commandant avait coordonné une attaque sur des cibles pétrolières entre Aruba et Maracaibo afin de perturber la production de carburant d'aviation. L’U-156 fut affecté à l’attaque des raffineries, tandis que les six autres sous-marins attaquaient les navires marchands rencontrés. Ces autres sous-marins étaient l’U-502, l’U-67, l’U-129 et l’U-161 et deux sous-marins italiens. Ils patrouillèrent le golfe du Venezuela, au sud-ouest d'Aruba, et d'autres eaux avoisinantes à la recherche de pétroliers.

## L'attaque
Le 16 février, après avoir observé la région pendant quelques jours, l’U-156 s’approcha des raffineries. En face de sa cible se trouvaient deux steamers de la société Lago, le SS Pedernales et le SS Oranjestad, les deux pétroliers britanniques. À 01h31, l’U-156 fit surface à 1,5 km au large du port de San Nicolas et attaqua les deux pétroliers britanniques à l'ancre. Hartenstein ordonna le tir d'une torpille de ses tubes contre le Pedernales. L'attaque à la torpille fut un succès et frappa le milieu du navire. Chargé de pétrole brut, le navire prit immédiatement feu, tuant huit de ses 26 membres d'équipage et en blessant son capitaine Herbert McCall. L’Oranjestad commença alors à lever l'ancre et à s’éloigner mais il était trop tard et fut frappé par une seconde torpille tirée par l’U-156. Il prit aussi feu et une heure plus tard, coula par 70 m de fond. Quinze de ses 22 membres d'équipage furent tués. À ce moment, plusieurs marins hollandais se rendirent à leur petite embarcation de patrouille en bois afin de les sortir du pétrole en feu des pétroliers.
À 03h13, l’U-156 attaqua le pétrolier SS Arkansas appartenant à la Texaco qui était amarré à la plage de l'aigle à côté de la raffinerie Arend/Eagle. Seulement une des torpilles frappa l'Arkansas et le coula partiellement (les dommages étaient modérés). L’attaque ne fit aucune victime. Le commandant Hartenstein se dirigea alors autour de Aruba et dirigea ses hommes aux canons de pont et se prépara pour un bombardement naval du grand réservoir de pétrole en vue. Les servants du canon de 105 mm oublièrent d'enlever le bouchon à l’extrémité du canon, et quand Hartenstein leur ordonna de tirer, le canon explosa au visage des deux artilleurs. L’officier d'artillerie Dietrich von dem Borne fut gravement blessé, il fut amputé d’un pied. Son camarade, le tireur Heinrich Bussinger fut grièvement blessé et mourut plusieurs heures après l'attaque. Hartenstein ordonna aux canons de DCA de 37 mm de continuer l'attaque.
Seize obus de DCA de 37 mm furent tirés, mais seulement deux coups au but furent répertoriés par les Alliés: une brèche dans un réservoir de stockage de pétrole et un trou dans une maison. Dégoûté, Hartenstein ordonna un cessez-le-feu, et mit le cap vers l'autre extrémité de l'île. En route, l’U-156 fut repéré et attaqué par un avion de patrouille maritime Fokker F.XVIII (en) de la Force de défense des Antilles néerlandaises qui avait décollé d’Oranjestad, à Aruba à 05h55. Il lâcha un certain nombre de bombes anti-sous-marines improvisées de 8 kg (80 mm) sans succès. Le U-Boot continua vers le port d’Oranjestad et à 09h43 heures torpilla l'Arkansas se trouvant sur le quai de la raffinerie Eagle, après l’avoir raté avec deux torpilles.
Pendant ce temps, les six autres bâtiments de l'Axe patrouillaient le secteur à la recherche des pétroliers. L’U-502, sous le commandement du lieutenant-commandant Jürgen von Rosenstiel (en), établit le contact avec au moins trois navires alliés ce jour-là dans le golfe du Venezuela, deux pétroliers britanniques, le SS Tia Juana et le SS San Nicolas. Ils furent coulés avec le vapeur vénézuélien Monagas. L’U-67, sous le commandement du Kapitän zur See Günther Müller-Stöckheim, attaqua deux pétroliers supplémentaires au large de Curaçao ce matin-là. Stockheim tira quatre torpilles de ses tubes avant contre les pétroliers au port de Willemstad. Tous les quatre ne parvinrent pas à trouver leurs cibles ou n’explosèrent pas. Stockheim essaya de nouveau et tira deux nouvelles torpilles de ses tubes arrières contre le néerlandais Rafaela; une toucha et endommagea fortement le navire. L’U-67 retraita, ignorant qu’un bombardier léger A-20 Havoc de l’United States Army Air Corps était à sa poursuite. L'avion lâcha sa charge utile de fusées éclairantes et d'explosifs sur le sous marin en surface mais les bombes manquèrent leur but et l’U-67 plongea et s’enfuit. Les flammes provenant de la combustion des navires autour Aruba étaient tellement grandes qu'elles pouvaient être facilement vues de Curaçao.
Les quatre autres sous-marins ne réussirent apparemment pas à engager de navires alliés ce matin-là. Les patrouilleurs néerlandais n’eurent pas plus de succès.

## Conséquences

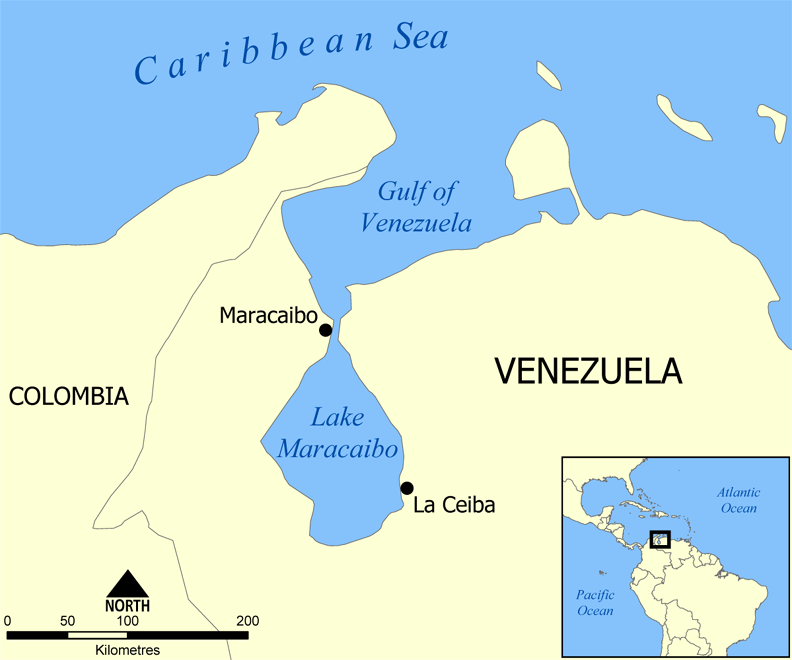
Le golfe du Venezuela, Aruba est situé juste au nord-est du golfe.

Après l'attaque, les forces de l'Axe mirent le cap sur la Martinique, où ils débarquèrent leurs deux blessés pour un traitement médical. Quatre navires alliés avaient été coulés représentant 14 149 tonnes. Le Pedernales, l'Arkansas et le Rafaela survécurent l’attaque; et bien qu’endommagés ou coulés, ils furent réparés et remit en service pour transporter de marchandises pour l'effort de guerre des Alliés. Au cours de l’attaque du U-156 contre l'Arkansas, l'une des torpilles manqua sa cible et s’échoua sans exploser sur la plage "Arend"/"Eagle". Le 17 février, quatre Marines néerlandais furent tués quand elle explosa alors qu'ils l’examinaient. Au moins 47 marins de la marine marchande alliés furent tués, et plusieurs autres furent blessées.
Le journaliste Herbert White de l’Associated Press américaine était sur l'île lors de l'attaque le long pour une inspection avec le lieutenant-général Frank Andrews. Les deux hommes assistèrent à l'attaque. L'armée américaine, avec l'approbation du gouvernement néerlandais, venait juste d'envoyer une grande force d'occupation pour garder les îles et les raffineries de pétrole contre les attaques de l'Axe et il s’avéra dès lors que c’était nécessaire bien qu’Aruba ne fut plus jamais bombardé de nouveau pendant la guerre.